# Dance the Night Away (песня Twice)
«Dance The Night Away» (с англ. — «Танцуй всю ночь напролёт») — сингл южнокорейской женской группы TWICE со специального переиздания пятого мини-альбома What Is Love? — Summer Nights. Выпущена одновременно с пластинкой, 9 июля 2018 года. Песня заняла первое место в ряде престижных чартов, была сертифицирована серебром и платиной в ряде стран, получила смешанные оценки критиков, а также одержала победу в номинации «Песня года» на Gaon Chart Music Awards и на ряде музыкальных шоу.

## Предыстория и релиз
9 апреля 2018 года на лейбле JYP Entertainment вышел оригинальный мини-альбом Twice What Is Love?, который был номинирован на ряд премий, включая «Альбом года» телеканала Mnet и получил положительные отзывы от музыкальных изданий. 30 апреля была выпущена версия на CD.
7 июня того же года СМИ стали писать о том, что группа вернётся с новым релизом уже в июле. 11 дней спустя в JYP официально подтвердили эту информацию, добавив, что новый релиз станет переизданием What Is Love? с новыми треками, заглавным из которых станет «Dance the Night Away». Перед релизом появилось несколько промо фото и постеров и два тизера и превью. Альбом и сингл появились на музыкальных торговых площадках 9 июля 2018 года.

## Композиция
Продюсером композиции стал южнокорейский певец и автор Чон Хи Сон вместе с норвежским коллективом Dsign Music и рядом других американских и корейских авторов, он же единолично написал текст песни. Песня была записана в смеси жанров энергичной электронной танцевальной музыки и корейской поп-музыки.

### Японская версия
Японоязычная версия композиции была выпущена 6 марта 2019 года в составе второго японского сборника Twice2 6 марта 2019 года. В альбоме также содержалась и корейская версия песни. Автором слов и переводчиком этой композиции стал Ен Осанаи.

## Музыкальное видео
Видеоклип был снят в Японии на пляже Окинавы в начале июня 2018 года. Видео начинается с того, что члены группы просыпаются на необитаемом острове. Весь клип они танцуют на берегу острова или отдыхают. Длительность видео составила 4 минуты и 9 секунд.
Клип был выложен в сеть одновременно с альбомом. Он собрал 100 миллионов просмотров на видеохостинге за два месяца. По итогам года видеоклип оказался на седьмом месте в списке самых популярных на YouTube в стране. По состоянию на декабрь 2022 года оно собрало более 347 миллионов просмотров.

## Продвижение
За пять часов до релиза композиции члены коллектива провели прямую трансляцию на Naver V Live, где показали полную хореографию к композиции. После выхода сингла группа выступила на нескольких популярных музыкальных шоу крупных корейских телеканалов — Mnet, SBS и других.

## Критика
| Оценки критиков | Оценки критиков |
| Источник        | Оценка          |
| --------------- | --------------- |
| IZM             | [ 23 ]          |

Ли Тхэкён, рецензент корейского развлекательного портала IZM поставил треку среднюю оценку в 2,5 балла из 5 возможных. Он посчитал, что в песне нет припева в традиционного понимании данного слова, поскольку она звучит достаточно однообразно. Тхэк считает, что песня является достаточно традиционной для группы, однако в то же время она отклоняется от традиционной «формулы хита» для того, чтобы подарить слушателям лёгкую летнюю песню. Недостатком композиции он посчитал «плоский» переход между отдельными её частями, без проявления индивидуальных качеств участника, из-за чего «Dance The Night Away» и получилась «песней без припева». Рецензент журнала Billboard Тамар Херман посчитала, что в песне присутствует динамичная мелодия, яркие валторны, благодаря чему песня легко западает. Видеоклип же она назвала простым и эстетичным, показывающим то, «чем закончился бы „Lord of the Flies“, будь он от женщин». По мнению критика электронного журнала Korea Bizwire, «Dance the Night Away» — это яркая электронная танцевальная песня, словно созданная для летней пляжной вечеринки.

## Коммерческий успех
Трек дебютировал на вершине южнокорейских чартов Gaon, Melon, Naver, Mnet, Genie, Olleh, Soribada и Bugs, а также Billboard Kpop Hot 100; под номером 2 в Billboard World Digital Song Sales, 5 в Japan Hot 100 и 11 в Oricon.

## Чарты

### Еженедельные чарты
| Чарт (2018)                                | Высшая позиция |
| ------------------------------------------ | -------------- |
| Япония (Japan Hot 100)                     | 5              |
| Япония (Digital Singles, Oricon)           | 11             |
| Республика Корея (Digital Chart, Gaon)     | 1              |
| Республика Корея (Kpop Hot 100, Billboard) | 1              |
| США (World Digital Song Sales, Billboard)  | 2              |

### Ежегодные чарты
| Чарт (2018)             | Позиция |
| ----------------------- | ------- |
| Япония (Japan Hot 100)  | 90      |
| Республика Корея (Gaon) | 20      |

| Чарт (2019)             | Позиция |
| ----------------------- | ------- |
| Республика Корея (Gaon) | 75      |

## Сертификации
| Страна                  | Тип продаж   | Сертификация | Количество копий |
| ----------------------- | ------------ | ------------ | ---------------- |
| Республика Корея (KMSA) | цифровые     | Платиновая   | 2 500 000        |
| Республика Корея (KMSA) | стриминговые | Платиновая   | 100 000 000      |
| Япония (RIAJ)           | стриминговые | Серебряная   | 30 000 000       |

## Композиции
| №                   | Название               | Текст песни         | Продюсер                                                                        | Длительность |
| ------------------- | ---------------------- | ------------------- | ------------------------------------------------------------------------------- | ------------ |
| 1.                  | «Dance the Night Away» | Чон Хи Сон          | Чон Хи Сон Dsign Music Moonshine Cazzi Opeia [англ.] О Сын Юнь Андреас Бартельс | 3:02         |
| Общая длительность: | Общая длительность:    | Общая длительность: | Общая длительность:                                                             | 3:02         |

## Награды
| Год  | Премия                  | Категория  | Результат |
| ---- | ----------------------- | ---------- | --------- |
| 2019 | Gaon Chart Music Awards | Песня года | Победа    |

| Дата                                 | Канал     | Программа        | Ссылка |
| ------------------------------------ | --------- | ---------------- | ------ |
| 18 июля 2018                         | MBC Music | Show Champion    | [ 35 ] |
| 19 июля 2018                         | Mnet      | M Countdown      | [ 36 ] |
| 20 июля и 3 августа 2018             | KBS       | Music Bank       | [ 37 ] |
| 21 июля, 4 августа и 11 августа 2018 | MBS       | Show! Music Core | [ 38 ] |
| 22 июля, 29 июля и 5 августа 2018    | SBS       | Inkigayo         | [ 39 ] |